# Grobnica narodnih heroja Jugoslavije
Mjesto neposredno ispod Kalemegdanske tvrđave u Beogradu, izgrađeno 1948. i na njemu se nalaze grobnice sa spomen-poprsjima četvorice narodnih heroja: Đure Đakovića, Ivana Milutinovića, Ive Lole Ribara i Moše Pijade.
27. ožujka 1948. godine tu su prenijeti posmrtni ostaci Ive Lole Ribara i Ivana Milutinovića. Posmrtni ostaci Đure Đakovića preneseni su na dvadestogodišnjicu njegove smrti 29. travnja 1949., a nakon smrti 15. ožujka 1957. godine tu je sahranjen i Moša Pijade.
Poprsja Ive Lole Ribara, Ivana Milutinovića i Đure Đakovića izradio je 1949. godine akademski slikar i kipar iz Beograda Stevan Bodnarov, a poprsje Moše Pijade akademski kipar iz Beograda Slavoljub Vava Stanković 1959. godine.